# 石川雅之
石川 雅之（いしかわ まさゆき、1974年7月29日 - ）は、日本の漫画家。大阪府堺市出身、東京在住。男性。

## 来歴・人物
絵には自信があったので美大を受けるが、不合格となる。運送業のアルバイトをしていた時に漫画雑誌が目に入り、18、9歳の頃から『週刊ヤングマガジン』（講談社）へ投稿を始める。1997年に「日本政府直轄機動戦隊コームインV」でデビュー、初連載。1999年、「神の棲む山」（『人斬り龍馬』所収）でちばてつや賞準入選受賞。『週刊石川雅之』などを経て、2004年から『イブニング』（講談社）で連載された『もやしもん』で人気を得る。なお、もともと漫画はあまり読む方ではなく、ちば賞授賞式では同じく漫画に疎かった担当編集者と意気投合した。
作品のうち、『週刊石川雅之』所収の「WILD BOYS BLUES」が、『キラー・ジョー』のタイトルでBS-i、BSフジ共同制作番組「68 FILMS」内でドラマ化、同「彼女の告白」が古田亘監督によるショートフィルムとして映像化されている。2007年には『石川雅之の不味い棒』が全11話でTVアニメ化。2015年には『純潔のマリア』が全12話でTVアニメ化された。
2008年、『もやしもん』で第12回手塚治虫文化賞マンガ大賞、第32回講談社漫画賞一般部門受賞。2015年、第46回星雲賞コミック部門を受賞。
二ノ宮知子、幸村誠と親交がある。アシスタントはいない。

## 作品リスト
- 日本政府直轄機動戦隊コームインV（1997年、講談社『別冊ヤングマガジン』連載、もやしもん13巻限定版付録「もやしもん13巻ネーム+α」に収録）
- カタリベ（1998年 - 1999年、講談社『ヤングマガジン増刊赤BUTA』『同青BUTA』連載、単行本全1巻（リイド社より刊行。2012年には少年画報社から「新装版」を刊行））
- バス停（2002年、講談社『モーニング』読切、後述の単行本「週刊石川雅之」第11話に収録）
- 週刊石川雅之（2002年、講談社『モーニング』連載、単行本全1巻）
- ヘッドホンの男（2004年、講談社『モーニング』読切、単行本未収録）
- 人斬り龍馬（作品集、2005年刊、リイド社。2012年には少年画報社から「新装版」を刊行）
- もやしもん[1]（2004年 - 2013年、講談社『イブニング』連載、2013年 - 2014年、講談社『月刊モーニングtwo』連載、単行本全13巻）
  - もやしもん-番外編-（2016年、朝日新聞出版『手塚治虫文化賞20周年記念MOOK』読切）
  - もやしもん（2024年、講談社『月刊アフタヌーン』2024年12月号読切[2]）
  - もやしもん＋（2024年 - 、講談社『月刊アフタヌーン』2025年1月号[3] - 連載）
- 純潔のマリア（2008年 - 2013年、講談社『good!アフタヌーン』連載、全3巻)
- 純潔のマリア exhibition（2014年、講談社『good!アフタヌーン』連載、全1巻)
- えほんもやしもん（2009年 - 2010年、講談社、全7巻）
- Teşekkür ederim（2014年、講談社『モーニング』読切、エルトゥールル号遭難事件が題材）
- 惑わない星（2015年 - 2024年、講談社『月刊モーニングtwo』2015年7号[4] - 2016年6号[5]→『モーニング』2016年35号[6] - 2024年31号連載[7]、全9巻）

## 出演
- EGAKU -draw the song- 第5回（YouTubeチャンネル[8]、2022年1月）